# Source vs underscore
Source e underscore sono due termini impiegati nel processo di produzione della musica per film, soprattutto in area nordamericana, e usati spesso in opposizione. I termini fanno parte del lessico comunemente utilizzato dai compositori di musica per film e queste categorie sono impiegate anche da alcuni teorici dell'audiovisivo.
Source music, o semplicemente source, definisce nella prassi di composizione una musica che fa parte della scena o della realtà finzionale e di cui i personaggi sono o possono essere consapevoli. Source music si oppone a underscore, che è la musica udibile solo dallo spettatore e che non fa parte della scena o della realtà finzionale del film. Generalmente source music corrisponde alla categoria di musica diegetica, mentre underscore corrisponde alla categoria di musica extradiegetica. Ma mentre l’opposizione diegetico – extradiegetico origina in campo semiologico e narratologico (e i fondamenti narratologici di questa opposizione sono spesso dibattuti quando applicati alla musica per film) l’opposizione source vs underscore origina dalla prassi compositiva.
Alcuni studiosi di musica per film, come Kassabian, preferiscono non  impiegare categorie d’ordine semiologico come es.: diegetico, extradiegetico, meta-diegetico, imposte storicamente dalla teoria, ma di scarsa pertinenza per un’analisi della prassi e ricorrono invece alle categorie usate dai compositori, utili per la loro funzione pragmatica, ovvero distinguere a colpo d’occhio quanta musica dovrà essere composta e la tipologia del cue.
Underscore e source sono termini ricorrenti nei documenti tecnici che vengono redatti nel corso della produzione della colonna sonora. Il music editor prepara in seguito allo spotting una master cue list, altrimenti detta summary sheet, che contiene l’intera lista di cue da comporre e la durata totale della musica prevista per il film e indica anche il tipo di musica che dovrà essere composta.
Le convenzioni relative alla produzione di questi documenti e alle categorie impiegate cambiano per ogni compositore e produzione. Track vs. Underscore è una distinzione comune, ma in alcuni casi le etichette possono essere più descrittive e analitiche (e.g. score/drama, score/action, score/mood).
In alcuni casi il compositore deve occuparsi anche di comporre la source music (ad esempio quando esistono, per ragioni drammaturgiche, rimandi tra la musica udita dai personaggi e la colonna sonora), in altri la source music utilizza materiali pre-esistenti di cui non dovrà occuparsi il compositore. Il compositore e trattatista Earle Hagen impiega, in luogo di underscore, il termine dramatic scoring e distingue ulteriormente come source scoring la gamma di possibili situazioni di source music usata a scopo drammatico (della cui creazione si occupa in questo caso direttamente il compositore), con un’ambiguità che non può essere risolta né a livello source né a livello underscore (ciò che, con un’altra sfumatura, il musicologo italiano Sergio Miceli definisce livello mediato). La funzione di etichette più analitiche è poter distinguere sinteticamente non solo quanta musica dovrà essere composta ma anche qual è il suo livello di complessità: un cue d’azione è ad esempio più difficile e laborioso da comporre, nella media dei casi, di un cue “drammatico” e questo per via di un numero più elevato di punti di sincronizzazione, per un’orchestrazione solitamente più̀ densa e per una maggiore difficoltà di esecuzione. Da questi fattori dipenderanno dunque i costi di produzione e quelli creativi: se compositore e orchestratore si trovano di fronte, poniamo, a un film in cui una buona percentuale di cue sono brani d’azione, le ore di lavorazione per figura artistica e anche per comparto musicale, aumenteranno con conseguente maggiorazione dei costi.